# Sả rừng Abyssinia
Sả rừng Abyssinia (Coracias abyssinicus), hay sả rừng Senegal, là một thành viên của họ chim Coraciidae sinh đẻ dọc theo vùng châu Phi nhiệt đới ở phía nam Sahara, ở nơi gọi là Sahel. Nó thường cư trú ở vùng phía nam của phạm vi phân bố, nhưng những quần thể sinh sản ở phía bắc cũng di cư khoảng cách ngắn về phía nam sau mùa mưa.